# A gyanú árnyékában (televíziós sorozat)
A gyanú árnyékában valós eseteket feldolgozó magyar televíziós sorozat. A sorozat nem összefüggő, minden részben más és más történetet dolgoz fel. A sorozat sajátossága, hogy a szerepeket amatőr színészek alakítják. Bemutatója 2012. május 14-én volt az RTL Klubon. Feliratozva is látható, teletext segítségével. Az RTL Klub közölte, hogy ha a műsor hozza az elvárt nézettséget, az első évadot ősszel újabb követi majd. Az adatok szerint már pár adással sikerült betörnie a legmagasabb nézettségű műsorok közé, így hamar berendelték a folytatást.

## Előzmények
A sorozat a már Németországban, a német RTL-en sikeresen futó Betrugsfälle című dokureality-sorozat mintájára készül.

## Cselekmény
Minden rész egy bűnügyet vagy más problémás helyzetet tárgyal, ami a rész végén több-kevesebb sikerrel megoldódik. Valakit valamilyen bűntény elkövetésével gyanúsítanak, s így „rávetül a gyanú árnyéka”, ám általában az igazi tettes nem ő. Az igazi tettest ügyvédek és a rendőrség segítségével, nyomozás keretében sikerül megtalálni.

## Epizódok
A sorozat második évada az RTL Klub-on indult 2012. szeptember 3-án.
- Első évad - 14 rész, 2012. tavasz (RTL Klub)
- Második évad - rész, 2012. ősz (RTL Klub)
- Harmadik évad - rész, 2012. tél (Cool TV)
- Negyedik évad - 60 rész 2017. tél-tavasz (RTL II)

A második évad a huszonegyedik résztől kezdve a 19.10-es kezdés helyett a 17.15-ös időpontra került, így október 1-étől a Híradó utáni műsorsávból a Híradó előttre került.
Új epizódok már nemcsak az RTL Klub-on, hanem a Cool TV-n is láthatóak voltak. Ezek a részek egymástól független, új részek, nem csupán az RTL Klub-on leadottak ismétlése. A Cool TV-n leadott részeket az RTL II-n megismétlik. 
2017. február 6-án az RTL II-n 22.00-s kezdettel debütált a negyedik évad 60 új, egymástól független résszel. Az utolsó részt május 8-án mutatták be.